# 索多瑪一百二十天
《索多瑪一百二十天：放荡学校》（法語：Les 120 journées de Sodome ou l'école du libertinage）是法國貴族薩德侯爵的著作，創作於1785年。
《放荡学校》劇情兼具色情、情色元素 ，故事背景大約在法蘭西王國國王路易十四統治的末年，有四個富有的法國男性為了體驗狂歡性愛，在奧地利大公國的領地前奥地利（今德國巴登-符騰堡境內）黑森林深處的一座城堡，綁架了36位不同年齡的男性和女性，並對其進行性虐待和酷刑、屠殺，作品充斥着强奸、恋童、同性恋、性暴力、霸凌、食粪和人獸交等多个不同的在当时的法国也被认为过于变态和触犯禁忌的情節。
薩德侯爵在巴士底監獄完成《放荡学校》第一部，並將第一部以及未完成的後三部大綱，藏在獄房角落。直到1904年，《放荡学校》才由德国医生伊万·布洛赫首度出版。
《放荡学校》已經被翻譯成多國語言，包括英語、日語、俄語、德語，中文版則在臺灣出版。由於其主題包含性暴力，而且極端殘酷，一些國家將其列為禁書。2017年12月，法國政府肯定了這部作品的文学价值，并將其手稿列為國寶。

## 外部連結
- 法语原文
- McLemee, Scott. . glbtq.com.   [2015-01-30]. （原始内容存档于2007-11-23）.